# リャド・ブデブズ
リャド・ブデブズ（アラビア語: رياض بودبوز、ラテン文字: Ryad Boudebouz、1990年2月19日 - ）は、フランス・セーヌ＝サン＝ドニ県コルマール出身のサッカー選手。アルジェリアにルーツを持っている。アル・アハリ・サウジFC所属。ポジションはMF。フランス語ではリャド・ブデブまたはリャド・ブドブと発音する。

## 来歴

### クラブ
FCソショーの下部組織出身。2007年、U-19チームの国内カップ戦であるクープ・ドゥ・ガンバルデッラ(fr)で優勝し、2008年にプロ契約にサインした。2008-09シーズンは背番号「13」を与えられ、リーグ・アンで25試合に出場した。2009-10シーズンは背番号「10」を着け、31試合に出場して3得点した。

### 代表
ユース世代ではフランス代表として2009年にUEFA U-19欧州選手権に出場した。
2010 FIFAワールドカップに向けた直前合宿にアルジェリア代表として初招集され、親善試合アイルランド代表戦でヤジド・マンスーリと交代で出場し初キャップを記録した。2011年11月12日のチュニジア戦で代表初得点を挙げた。

## 所属クラブ
- FCソショー 2008-2013
- SCバスティア 2013-2015
- モンペリエHSC 2015-2017
- レアル・ベティス 2017-2019
  -  セルタ・デ・ビーゴ 2019 (loan)
- ASサンテティエンヌ 2019-2022
- アル・アハリ・サウジFC 2022-

## 代表歴

### 出場大会
- アルジェリア代表
  - 2010 FIFAワールドカップ

### 試合数
- 国際Aマッチ 25試合 2得点（2010年-2017年）[1]

| アルジェリア代表 | 国際Aマッチ | 国際Aマッチ |
| 年               | 出場        | 得点        |
| ---------------- | ----------- | ----------- |
| 2010             | 6           | 0           |
| 2011             | 3           | 1           |
| 2012             | 5           | 0           |
| 2013             | 2           | 0           |
| 2014             | 0           | 0           |
| 2015             | 3           | 0           |
| 2016             | 5           | 1           |
| 2017             | 1           | 0           |
| 通算             | 25          | 2           |